# Tracto-Technik
Die Tracto-Technik GmbH & Co. KG mit Hauptsitz in Lennestadt-Saalhausen  ist ein international tätiges, inhabergeführtes Familienunternehmen im Bereich Spezialmaschinenbau für die unterirdische Verlegung und Erneuerung von Rohrleitungen. 

## Geschichte
1962 gründete der Ingenieur Paul Schmidt († 1994) das Unternehmen in Lennestadt in einer Garage. In den Anfangsjahren wurden dort zunächst Geräte zum Herausziehen von Bohrgestängen und Kanaldielen sowie Rammgerüste gebaut. 1967 erfolgte der Bau der ersten  Produktionshalle in Lennestadt-Saalhausen und der Einstieg in die Rohrumformtechnik mit der Entwicklung der KH-Hydraulikrohr-Bearbeitungsmaschine TUBOMAT 642. 1970 folgte der Einstieg in die grabenlose Kabel- und Leitungsverlegung. In diesem Jahr entstand auch der Maulwurf als Symbol für den Leitungsbau. 1979 erfolgte der Bau einer eigenen Verchromerei, Verzinkerei und Härterei. Ein Jahr später folgte der Bau einer weiteren Werkhalle und eines Bürogebäudes. 1982 wurde die Tracto-Technik UK Ltd in England gegründet. Nur ein Jahr später erfolgte die Gründung von Tracto-Techniques in Frankreich. Im Jahr 1985 erwarb das Unternehmen eine Firmenimmobilie in Lennestadt-Oedingen und errichtete dort das Werk II, in das die Rohrbiegetechnik ausgegliedert wurde. Zwischen 1987 und 1993 wurden Niederlassungen in Düsseldorf, Stuttgart, Mannheim, Lützen und Golzow gegründet. 1991 erfolgte die Firmengründung der TT-Technologies Inc. in den USA.
Nach dem Tod von Paul Schmidt übernahm sein Sohn Wolfgang Schmidt 1994 die Firmenleitung. 1998 fand die Gründung der Tracto-Technik Australia statt. 2000 erfolgte die Gründung der Niederlassung in Bremen. Im selben Jahr wurde der Standort in Lützen erweitert. 2002 wurde die TT-Group GmbH als Dachfirma und eine weitere Niederlassung in Lübeck mit dem Schwerpunkt Software Engineering gegründet. 2004 erfolgte der Neubau des Technologie- und Schulungszentrums in Lennestadt-Langenei. 2007 erweiterte das Unternehmen das Portfolio um den Bereich Geothermie. Im Jahr 2012 feierte das Unternehmen sein 50-jähriges Bestehen. Im Jahr 2017 begann die Erweiterung des Standortes in Lennestadt mit dem Bau eines Logistikzentrums und eines neuen Technologiezentrums.  Mit Stand 2018 wird das Unternehmen von den Geschäftsführern Wolfgang Schmidt (Inhaber/Geschäftsführer), Timotheus Hofmeister (CEO) und Meinolf Rameil (CTO) geleitet.
In der Nacht auf den 13. August 2020 wurde Tracto-Technik Opfer eines Hackerangriffs. Geschäftsführer Wolfgang Schmidt starb im Oktober 2020.

## Beteiligungen
- Prime Drilling GmbH, Wenden (Großbohrtechnik) (seit 2000)
- Stratec GmbH, Maua (Jena) (Baumaschinenhandel mit Werkstattbetrieb) (seit 2000)
- MSG GmbH, Schmallenberg (Konstruktions- und Entwicklungsunternehmen) (seit 2001)

## Kooperationen
- Föckersperger,  Aurachtal (Kabelpflugunternehmen) (seit 2004)
- Bagela Baumaschinen GmbH & Co. KG, Kaltenkirchen (Hersteller von Kabelverlegetechnik, Rohrsanierungswinden und Asphalt-Recyclern) (seit 2013)
- Australian Mud Company (AMC) Europe, Raststede (Hersteller Bohrspülungszusätze Recyclingtechnik) (seit 2016)
- Karl Schöngen KG Kunststoff-Rohrsysteme, Salzgitter (Hersteller Kunststoffrohre und Formteile)[6]

## Verfahren

Firmensitz Tracto-Technik GmbH & Co. KG in Lennestadt, Deutschland

Das Unternehmen ist tätig in der Entwicklung, der Produktion und dem Vertrieb von Spezialmaschinen und Zubehör für die unterirdische Verlegung und die unterirdische Erneuerung von Rohrleitungen.
Zu den Verfahren bei der grabenlosen Verlegung gehören:
- Bodenverdrängungsverfahren mit ungesteuerten Erdraketen
- Dynamische Rammverfahren mit ungesteuerten Rammen
- Horizontal-Spülbohrverfahren mit Schlagunterstützung
- Grabenloser Kabelaustausch mittels Überbohrverfahren

Zu den grabenlosen Erneuerungsverfahren, auch grabenlose Rohrsanierung genannt, gehören:
- Berstlining
- Kaliberbersten
- Rohrrelining
- TIP-Verfahren (Tight in Pipe)
- Reduktionsverfahren

## Produkte

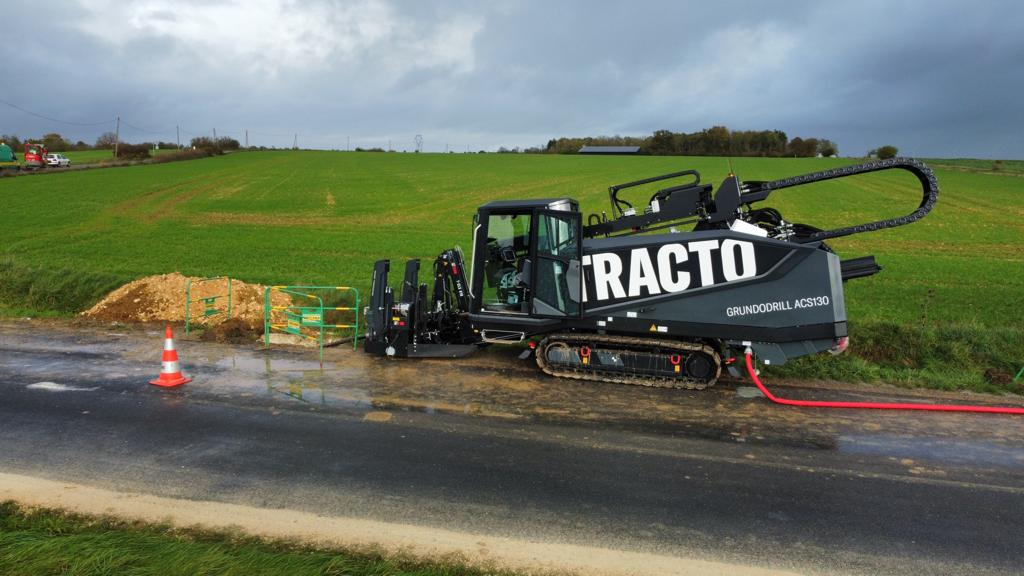
HDD-Spülbohranlage GRUNDODRILL

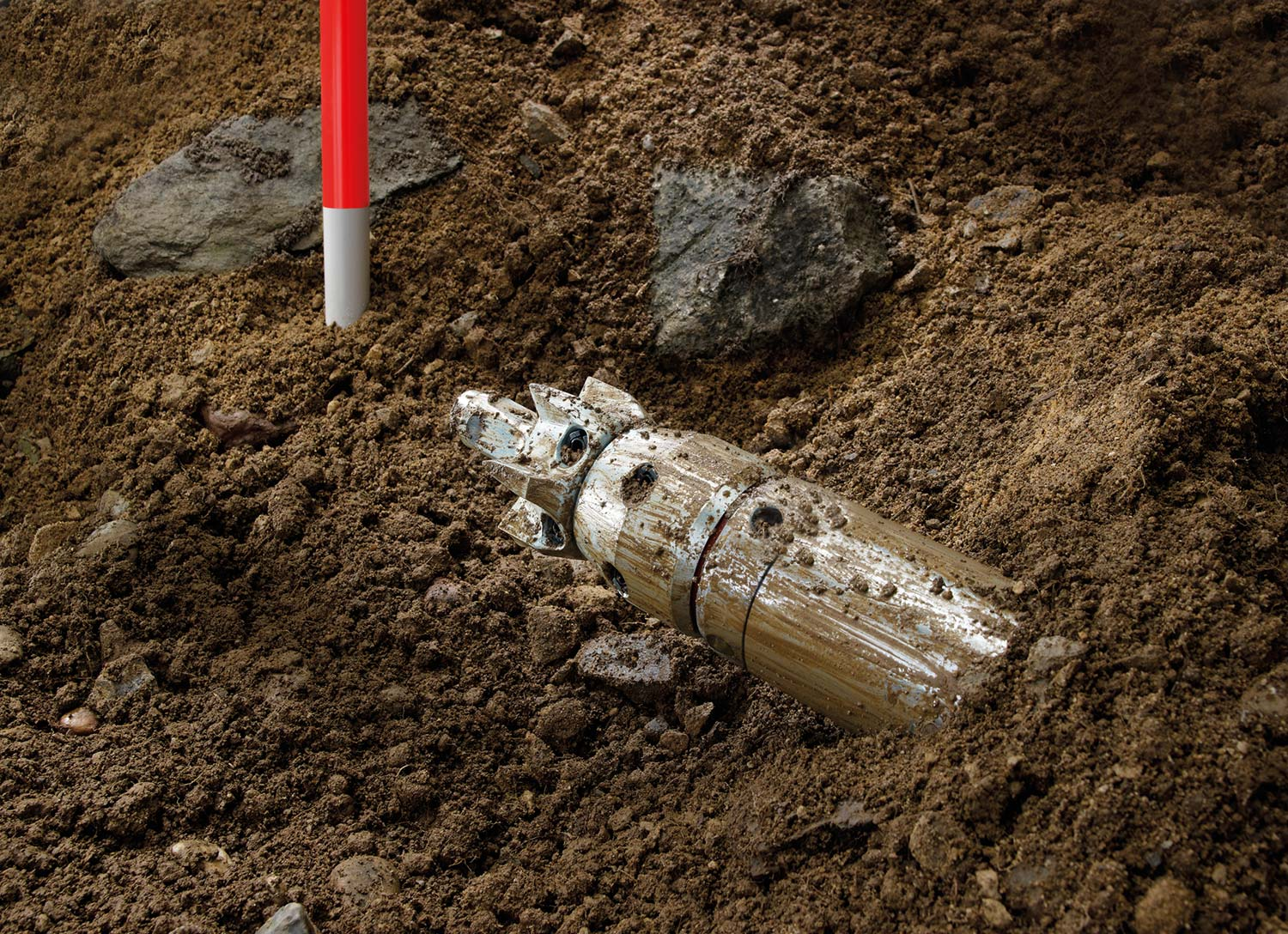
Erdrakete GRUNDOMAT beim Erreichen der Zielbaugrube

Kennzeichen der Produkte ist die einheitliche Benennung beginnend mit „GRUNDO“. Zu den Produkten zählen unter anderem:
- GRUNDOMAT
- GRUNDORAM
- GRUNDOSTEER
- GRUNDOPIT
- GRUNDODRILL
- GRUNDOBURST
- GRUNDOCRACK

Ein weiterer Geschäftsbereich ist die Rohrumform- und Rohrbearbeitungstechnik, die unter der eigenständigen Marke „Pipe Bending Systems“ Maschinen, Fertigungssysteme und Softwarelösungen entwickelt, produziert und vertreibt.

## Schwestergesellschaften
Das Unternehmen hat weltweit sechs Schwestergesellschaften in den USA, England, Australien, Frankreich, Schweiz und Marokko, deren strategische Ausrichtung und Weiterentwicklung durch regelmäßig stattfindende Treffen auf der Managementebene abgestimmt werden.

## Preise, Auszeichnungen
- 1999 OEMmie-Award (USA) für GRUNDOBURST (Preis für herausragende innovative Technologie)
- 2000 Aufnahme in TOP 100 NRW
- 2000 GRUNDOSTEER – Produkt des Jahres 2000 (Preis von R & D, USA)
- 2001 Innovationspreis von Sauerland Initiativ
- 2002 Aufnahme in TOP 100 Germany
- 2010 Auszeichnung mit dem Axia Award 2009 von Deloitte für herausragendes Innovationsmanagement[8]
- 2016 Hidden Champion[9]
- 2019 Südwestfalenaward –  Auszeichnung für beste Website der Region in der Kategorie „Kunde“[10]
- 2022 und 2023 Deutschlands Innovationsführer (Preis vom FAZ-Institut)